# Sognando la California
Sognando la California è un film italiano del 1992 diretto da Carlo Vanzina.

## Trama
Quattro vecchi amici, Lorenzo Colombo, Silvio Morandi, Giovanni Sbarigia e Tonino Castagna, si rincontrano ad un raduno per ex studenti dell'università di Bologna dopo quindici anni. Passata una nottata goliardica, i quattro decidono all'insaputa delle rispettive famiglie di coronare un loro vecchio sogno: la traversata degli Stati Uniti da costa a costa. Giovanni decide di partire con gli amici all'insaputa della moglie (in vacanza in Senegal con i figli) e per non farsi scoprire parte con pochissimi soldi e con la consapevolezza di non poter usare le carte di credito.
Silvio, comunista convinto, doveva inizialmente partire per la Crimea, ma viene lasciato dalla sua compagna e decide così di unirsi al ginecologo Tonino a cui è venuta l'idea del viaggio (inizialmente pensato per un viaggio solitario). Lorenzo, il più ricco di tutti, a cui è stata sequestrata la barca dalla Guardia di Finanza, con la quale sarebbe dovuto partire per Ibiza, si unisce, quindi, anche lui agli amici, finanziando loro il viaggio con le sue "centinaia di carte di credito", ma arrivato a Miami si accorge che la sua governante filippina invece delle carte di credito ha messo nella 24 ore carte da gioco ancora sigillate.
Inizia così un viaggio attraverso gli States fatto di vecchie o lussuose automobili, scappando dalla polizia attraverso il Grand Canyon, pernottamenti nei motel di quarta categoria, alloggiamento da un senatore di destra, amico di Lorenzo, che non risulta del tutto simpatico al comunista Silvio e soprattutto di tante risate che faranno riscoprire ai quattro l'amicizia della loro gioventù. Arrivati a Los Angeles i tre vanno in un albergo, dove la filippina recapita le carte di credito a Lorenzo. I quattro così possono vivere nel lusso degli States. Intanto in Senegal, la moglie di Giovanni casca dal canotto e viene portata a Roma dove deve essere operata.
Giovanni parte subito, perché ha paura che la moglie possa scoprire che lui è andato in vacanza negli USA. Arrivato a Roma, trova la moglie già operata da suo padre e subisce la prevista scenata: ha in mano la ricevuta della carta di credito usata da Giovanni per pagare le canoe distrutte in Colorado durante la discesa di alcune rapide. Il loro pizzicagnolo Natalizio, incontrato per caso negli Stati Uniti durante uno spettacolo di cowboy nel Far West, ha infatti raccontato alla moglie di Giovanni di aver visto quest'ultimo negli Stati Uniti, nonostante la promessa strappatagli da Giovanni di non rivelare nulla alla famiglia. Ai quattro non resta, quindi, che tornare alla loro vita di tutti i giorni, con la speranza di ripetere presto il loro viaggio in California.

## Colonna sonora
La colonna sonora comprende il brano California Dreamin' cantato dal gruppo musicale degli anni sessanta The Mamas & the Papas.